# Associação Educacional, Esportiva e Social do Brasil 2021-2022
Questa voce raccoglie le informazioni riguardanti l'Associação Educacional, Esportiva e Social do Brasil nella stagione 2021-2022.

## Stagione
L'Associação Educacional, Esportiva e Social do Brasil utilizza la denominazione sponsorizzata Montes Claros América Vôlei nella stagione 2021-22.
Partecipa alla Superliga Série A, ottenendo un nono posto finale e restando fuori dai play-off scudetto.
In ambito locale conquista il terzo posto al Campionato Mineiro, dopo aver sconfitto l'UPIS. 

## Organigramma societario
Area direttiva
- Presidente: Tamirys Souza
- Team manager: Andrey Souza

Area tecnica
- Allenatore: Henrique Furtado
- Assistente allenatore: Gabriel Lima

## Rosa
| N° | Nome                 | Ruolo | Data di nascita   | Nazionalità sportiva |
| -- | -------------------- | ----- | ----------------- | -------------------- |
| 1  | Leonardo da Silva    | S     | 31 dicembre 1996  | Brasile              |
| 2  | Filipe Barbosa       | L     | 15 luglio 1992    | Brasile              |
| 4  | César de Paula       | P     | 19 dicembre 1991  | Brasile              |
| 5  | Ygor Duarte          | S     | 16 gennaio 1989   | Brasile              |
| 6  | Gabriel Cotrim       | C     | 30 ottobre 1999   | Brasile              |
| 7  | Valdir Gonçalves     | S     | 23 marzo 1987     | Brasile              |
| 8  | Henrique Adami       | P     | 15 dicembre 1997  | Brasile              |
| 9  | Róbson 5Augusto      | C     | 2 giugno 1985     | Brasile              |
| 10 | Vinícius da Silveira | S     | 16 luglio 1997    | Brasile              |
| 11 | Rodrigo da Silva     | S     | 29 settembre 1993 | Brasile              |
| 12 | Maycon Leite         | C     | 6 maggio 1992     | Brasile              |
| 13 | Melquisedeque Vieira | C     | 27 giugno 1997    | Brasile              |
| 14 | Rafael Martins       | C     | 10 febbraio 1991  | Brasile              |
| 17 | André Saliba         | O     | 27 agosto 1999    | Brasile              |
| 18 | Jonadabe dos Santos  | O     | 27 settembre 1986 | Brasile              |
| 19 | Gian de Moraes       | L     | 30 novembre 1988  | Brasile              |

## Statistiche

### Statistiche di squadra
| Competizione      | Punti | In casa | In casa | In casa | In trasferta | In trasferta | In trasferta | Totale | Totale | Totale |
| Competizione      | Punti | G       | V       | P       | G            | V            | P            | G      | V      | P      |
| ----------------- | ----- | ------- | ------- | ------- | ------------ | ------------ | ------------ | ------ | ------ | ------ |
| Superliga Série A | 25    | 11      | 3       | 8       | 11           | 3            | 8            | 22     | 6      | 16     |
| Totale            | -     | 11      | 3       | 8       | 11           | 3            | 8            | 22     | 6      | 16     |

### Statistiche dei giocatori
| Giocatore      | Superliga Série A | Superliga Série A | Superliga Série A | Superliga Série A | Superliga Série A | Totale | Totale | Totale | Totale | Totale |
| Giocatore      | P                 | PT                | AV                | MV                | BV                | P      | PT     | AV     | MV     | BV     |
| -------------- | ----------------- | ----------------- | ----------------- | ----------------- | ----------------- | ------ | ------ | ------ | ------ | ------ |
| H. Adami       | 20                | 33                | 15                | 16                | 2                 | 20     | 33     | 15     | 16     | 2      |
| R. Augusto     | 6                 | 35                | 19                | 16                | 0                 | 6      | 35     | 19     | 16     | 0      |
| F. Barbosa     | 22                | 0                 | 0                 | 0                 | 0                 | 22     | 0      | 0      | 0      | 0      |
| G. Cotrim      | 16                | 68                | 43                | 25                | 0                 | 16     | 68     | 43     | 25     | 0      |
| L. da Silva    | 9                 | 78                | 67                | 8                 | 3                 | 9      | 78     | 67     | 8      | 3      |
| R. da Silva    | 13                | 71                | 64                | 5                 | 2                 | 13     | 71     | 64     | 5      | 2      |
| V. da Silveira | 22                | 101               | 85                | 8                 | 8                 | 22     | 101    | 85     | 8      | 8      |
| G. de Moraes   | 16                | 0                 | 0                 | 0                 | 0                 | 16     | 0      | 0      | 0      | 0      |
| C. de Paula    | 21                | 10                | 3                 | 6                 | 1                 | 21     | 10     | 3      | 6      | 1      |
| J. dos Santos  | 22                | 201               | 175               | 15                | 11                | 22     | 201    | 175    | 15     | 11     |
| Y. Duarte      | 17                | 135               | 122               | 11                | 2                 | 17     | 135    | 122    | 11     | 2      |
| V. Gonçalves   | 9                 | 56                | 46                | 9                 | 1                 | 9      | 56     | 46     | 9      | 1      |
| M. Leite       | 22                | 216               | 173               | 36                | 7                 | 22     | 216    | 173    | 36     | 7      |
| R. Martins     | 9                 | 12                | 8                 | 4                 | 0                 | 9      | 12     | 8      | 4      | 0      |
| A. Saliba      | 22                | 186               | 164               | 9                 | 13                | 22     | 186    | 164    | 9      | 13     |
| M. Vieira      | 8                 | 55                | 36                | 15                | 4                 | 8      | 55     | 36     | 15     | 4      |

P = presenze; PT = punti totali; AV = attacchi vincenti; MV = muri vincenti; BV = battute vincenti